# Фара Франклин
Фара Дестини Франклин е американска певица и текстописец, станала известна с дамската R&B група Дестинис Чайлд. Напуска групата 5 месеца по-късно по лични причини. Работи като актриса, а след това има и солова кариера.

## Дискография
- Lolli Pop (2008)
- Magic and Makeup (2015)
- Over (2016)

|  | Тази страница частично или изцяло представлява превод на страницата Farrah Franklin в Уикипедия на английски. Оригиналният текст, както и този превод, са защитени от Лиценза „Криейтив Комънс – Признание – Споделяне на споделеното“, а за съдържание, създадено преди юни 2009 година – от Лиценза за свободна документация на ГНУ. Прегледайте историята на редакциите на оригиналната страница, както и на преводната страница, за да видите списъка на съавторите. ВАЖНО: Този шаблон се отнася единствено до авторските права върху съдържанието на статията. Добавянето му не отменя изискването да се посочват конкретни източници на твърденията, които да бъдат благонадеждни. |